# 新海关大院

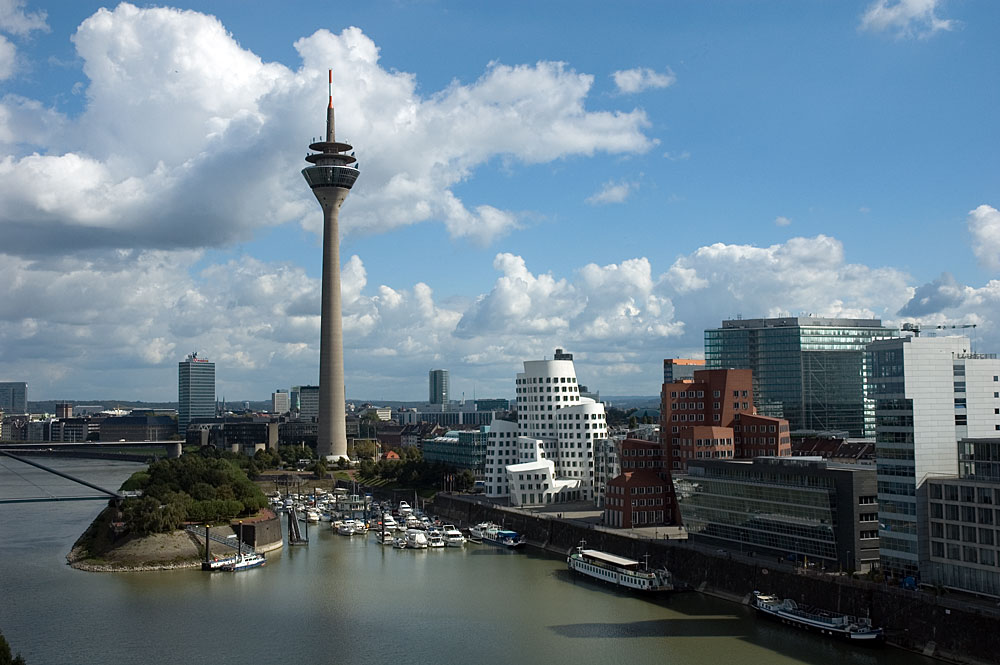
传媒港：莱茵塔（左侧）和新海关大院三座建筑（右侧）

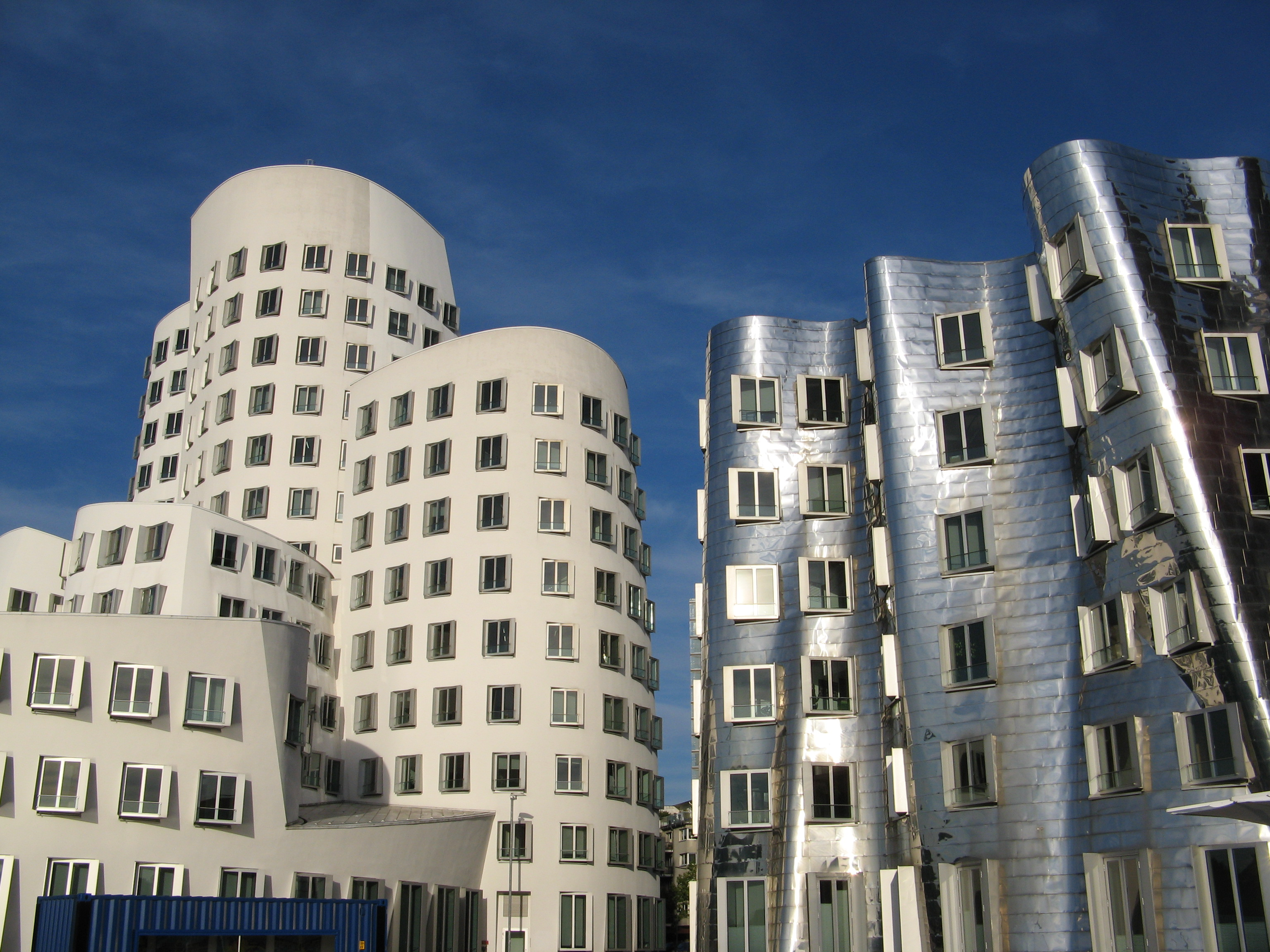
近景

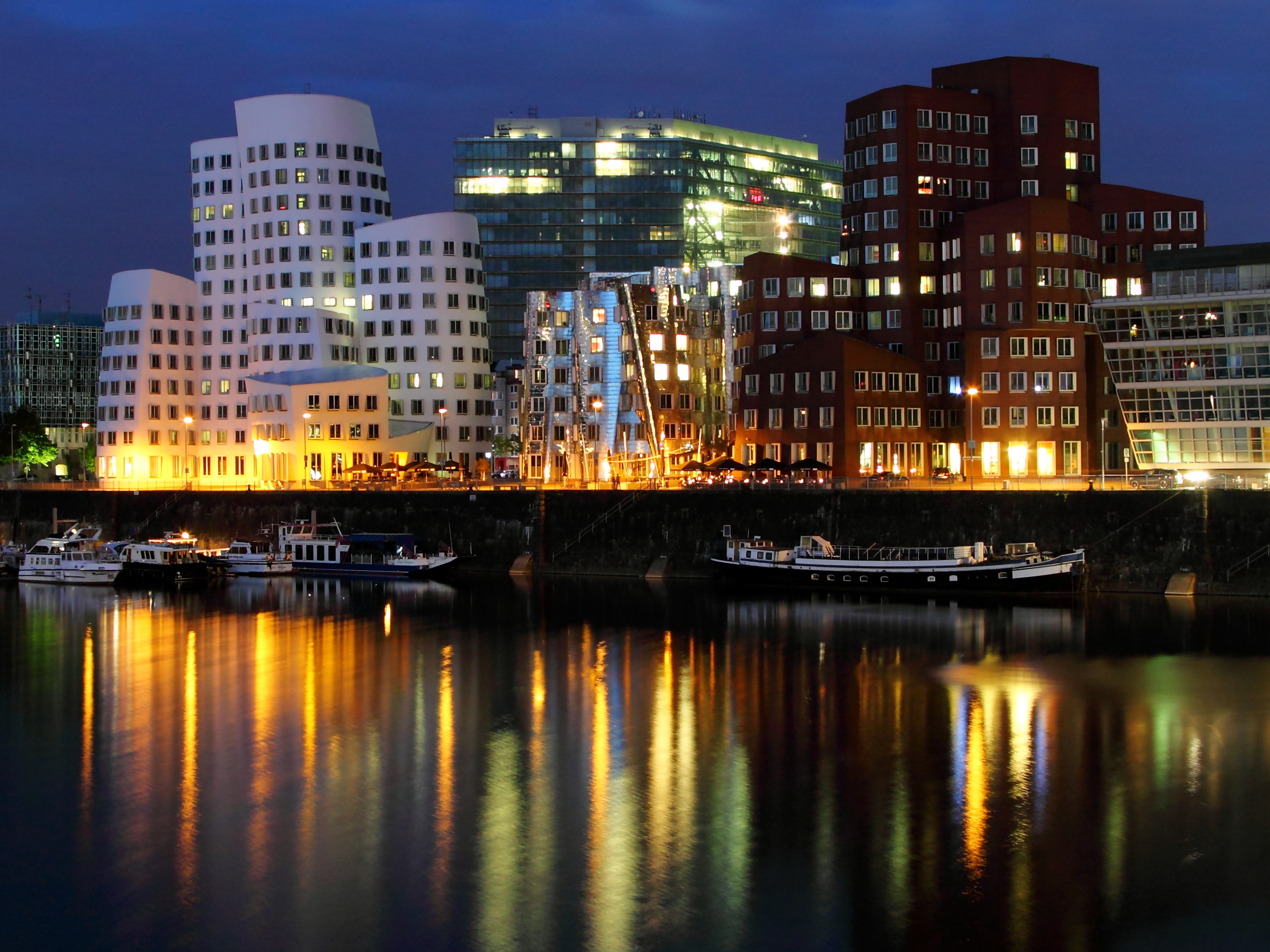
夜景

新海关大院（Neuer Zollhof）位于德国杜塞尔多夫新海关大院2-6号，是该市一个著名的地标，是传媒港（港口重新开发工程）的一部分，颇受游客欢迎。
该建筑群由三座独立的建筑组成，由美国建筑师弗兰克·盖里设计，1998年完工。这三个建筑的平面布置图和立面都是曲线形的和斜的。其中最高建筑是14层，不到50米高。每个建筑都有不同的外观覆盖层 - 两侧的建筑分别为白色灰泥和红砖；中间的建筑立面采用不锈钢。
该建筑总建筑面积29.000平方米。开始建筑以前曾举行设计竞赛，获胜者为英国建筑师扎哈·哈迪德在1990年代初，但是未受委托。